# Théophile Seyrig

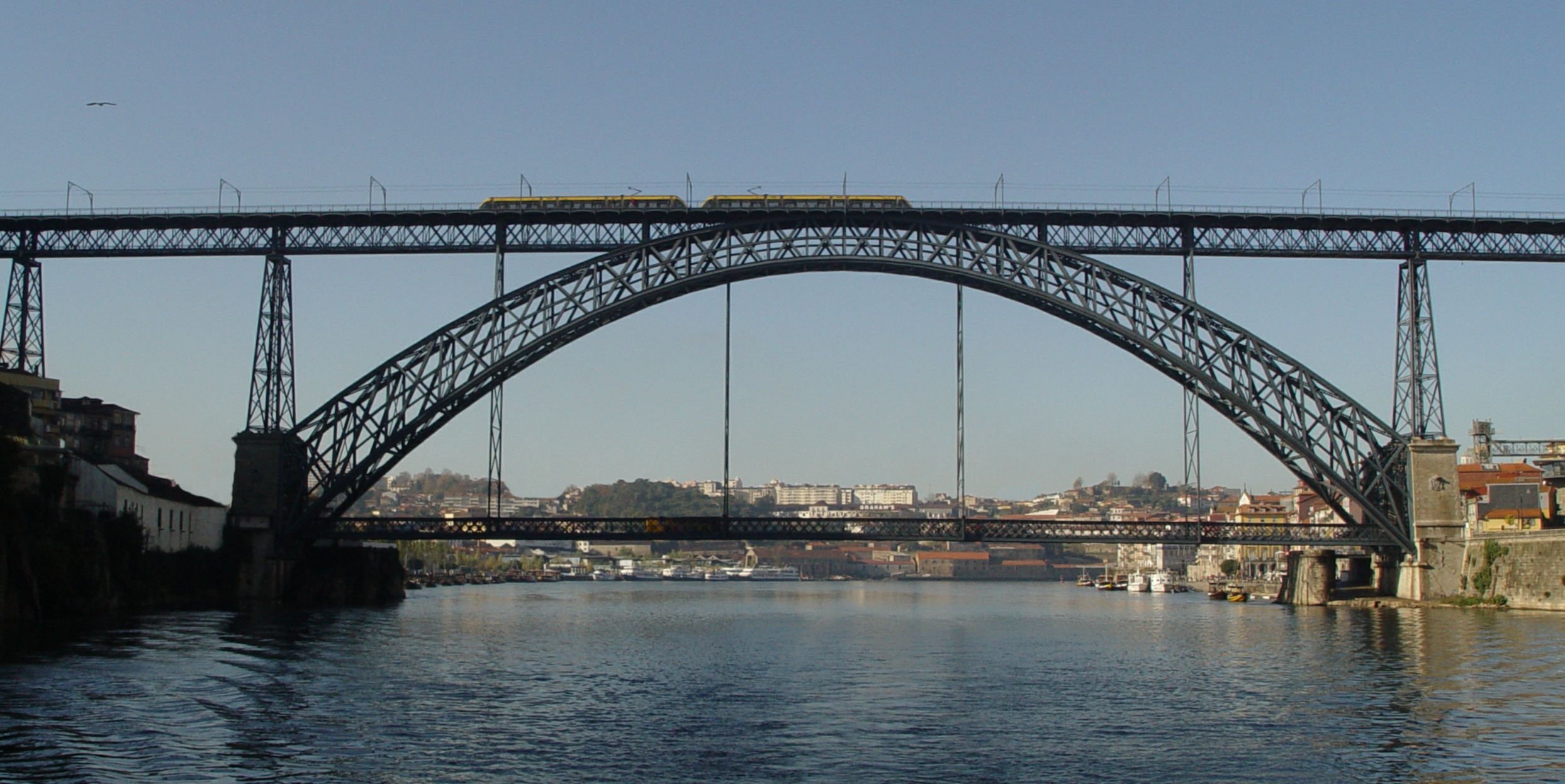
Ponte Luís I in Porto, Blick flussaufwärts auf den Douro

François Gustave Théophile Seyrig, port. Teófilo Seyrig, (* 19. Februar 1843 in Berlin; † 5. Juli 1923 in Paris) war ein deutschstämmiger belgischer Bauingenieur. Seyrig gründete 1869 zusammen mit Gustave Eiffel das Unternehmen Eiffel et Cie., 1879 trennten sich beide wieder.
Seyrig war beteiligt am Bau des Neuvial Viaduct (1868) und des Rouzat Viaduct (1869). 1877 entwarf er die von Eiffel ausgeführte Ponte Maria Pia in Porto.
Er entwarf und baute die Ponte Dom Luís I, ebenfalls in Porto (1881–1886). Mit dieser Brücke entwickelte er die Bogenkonstruktion im Brückenbau weiter, indem er am Scheitel einen schlankeren Bogen einsetzte als an den Auflagern. Diese Anordnung wurde in Sydney dreißig Jahre später bei der Sydney Harbour Bridge, der größten Bogenbrücke der Welt, von anderen Konstrukteuren aufgegriffen. Heute ist die Ponte Dom Luís I mit der Altstadt Teil des Weltkulturerbes. Seyrig arbeitete damals als Verwaltungsratsmitglied der Société de Willebroeck.
Sein zeitweiliger Mitarbeiter und Nachfolger im Unternehmen Eiffel et Cie. war Maurice Koechlin.
Weitere Brücken, die unter dem Einfluss von Seyrigs Konstruktionen entstanden, sind
- die Hellgate-Brücke (1918) in New York von Gustav Lindenthal, damals größte Bogenbrücke der Welt,
- und die Bayonne Bridge (1931), heute die drittlängste Stahlbogenbrücke der Welt zwischen Bayonne (New Jersey) und Staten Island (New York).